# Italia en el Festival de la Canción de Eurovisión 2017
Italia participó en el LXII Festival de la Canción de Eurovisión, celebrado en Kiev, Ucrania del 9 al 13 de mayo del 2017, tras la victoria de Jamala con la canción "1944". Italia decidió mantener el sistema de elección de los últimos dos años, con el cual la RAI invita al ganador del prestigioso Festival de San Remo a representar al país dentro del festival de Eurovisión. El festival celebrado del 7 al 11 de febrero de 2017, dio como ganador a Francesco Gabbani, y la canción "Occidentali's Karma", compuesta por el propio Gabbani, Filippo Gabbani, Luca Chiaravalli y Fabio Ilacqua. El intérprete fue confirmado poco después de la realización de la final de San Remo como el participante italiano en Eurovisión.
Italia se convirtió rápidamente en la máxima favorita para ganar el festival de Eurovisión, manteniendo su liderazgo hasta un día antes de la final, cuando se vio sobrepasada por el representante de Portugal. Italia, al pertenecer al Big Five, se clasificó automáticamente a la final, finalizando en 6° lugar con 334 puntos, tras obtener el 7° lugar del jurado con 126 puntos y el 6° por parte del público con 208 puntos.

## Historia de Italia en el Festival
Italia es uno de los países fundadores del festival, debutando en 1956. Desde entonces el país ha concursado en 42 ocasiones, siendo uno de los países más exitosos del concurso, posicionándose hasta 30 veces dentro de los mejores 10 de la competencia. Italia ha logrado vencer en dos ocasiones el festival: la primera, en 1964, con Gigliola Cinquetti y la canción "Non ho l'età". La segunda vez sucedió en 1990, gracias a la canción "Insieme: 1992" de Toto Cutugno. Recientemente, el país se ausentó durante un gran periodo de tiempo del festival, desde 1998, hasta 2011, sin embargo, desde su regreso se ha convertido en uno de los países con los mejores resultados en los últimos años, posicionándose en 4 ocasiones dentro del Top 10 en las últimas 6 ediciones. 
En 2016, la subcampeona de San Remo, Francesca Michielin, terminó en 16° posición con 124 puntos en la gran final, con el tema "No Degree Of Separation".

## Representante para Eurovisión

### Festival de San Remo 2017
El Festival de San Remo de 2017, fue la 67° edición del prestigioso festival italiano. Italia confirmó su participación en el Festival de Eurovisión 2017 el 20 de octubre de 2016. Italia confirmó el mismo método utilizado en los dos años previos, con el cual la RAI invita al ganador de la sección Campioni del Festival de San Remo a participar también en el Festival de Eurovisión. En el caso de una negativa (como la ocurrida el año anterior), la RAI podrá invitar a otro artista. La competencia tuvo lugar del 7 al 11 de febrero de 2017, con la participación de 22 intérpretes. 
La final del festival, tuvo lugar el 11 de febrero, con la realización de 2 rondas. En la primera, los 16 finalistas interpretaron sus canciones, siendo sometidos a votación, compuesta por un panel de jurados expertos (30%), un jurado compuesto por 300 fanes que votaban bajo un sistema electrónico (30%) y la votación del público (40%). 3 artistas fueron seleccionados para la segunda ronda: Fiorella Mannoia, Francesco Gabbani y Ermal Meta. En la segunda ronda, los 3 cantantes se sometieron a una votación similar a la de la ronda anterior, siendo declarado ganador Francesco Gabbani con la canción "Occidentali's Karma", tras obtener una media de 36.27% de los votos. Esa misma noche, Gabbani aceptó la invitación de la RAI, con lo cual se convirtió en el 43° participante italiano en el festival eurovisivo.
| N.º | Artista           | Canción               | Jurado Expertos | Jurado Demoscópico | Televoto | Lugar | Media  |
| --- | ----------------- | --------------------- | --------------- | ------------------ | -------- | ----- | ------ |
| 1   | Fiorella Mannoia  | «Che sia benedetta»   | 27.08%          | 37.89%             | 33.21%   | 2     | 32.78% |
| 2   | Ermal Meta        | «Vietato morire»      | 43.75%          | 28.61%             | 23.10%   | 3     | 30.95% |
| 3   | Francesco Gabbani | «Occidentali's karma» | 29.17%          | 33.50%             | 43.69%   | 1     | 36.27% |

## En Eurovisión
Italia, al ser uno de los países pertenecientes al Big Five, se clasificó automáticamente a la final del 13 de mayo, junto a la anfitriona Ucrania, y el resto del Big Five: Alemania, España, Francia y el Reino Unido. El sorteo realizado el 31 de enero de 2017, determinó que el país, tendría que transmitir y votar en la primera semifinal.
Los comentarios para Italia corrieron por parte de Andrea Delogu y Diego Passoni durante las semifinales, mientras que Flavio Insinna y Federico Russo hicieron lo propio en la final. La portavoz de la votación del jurado profesional italiano fue Giulia Valentina Palermo.

### Final

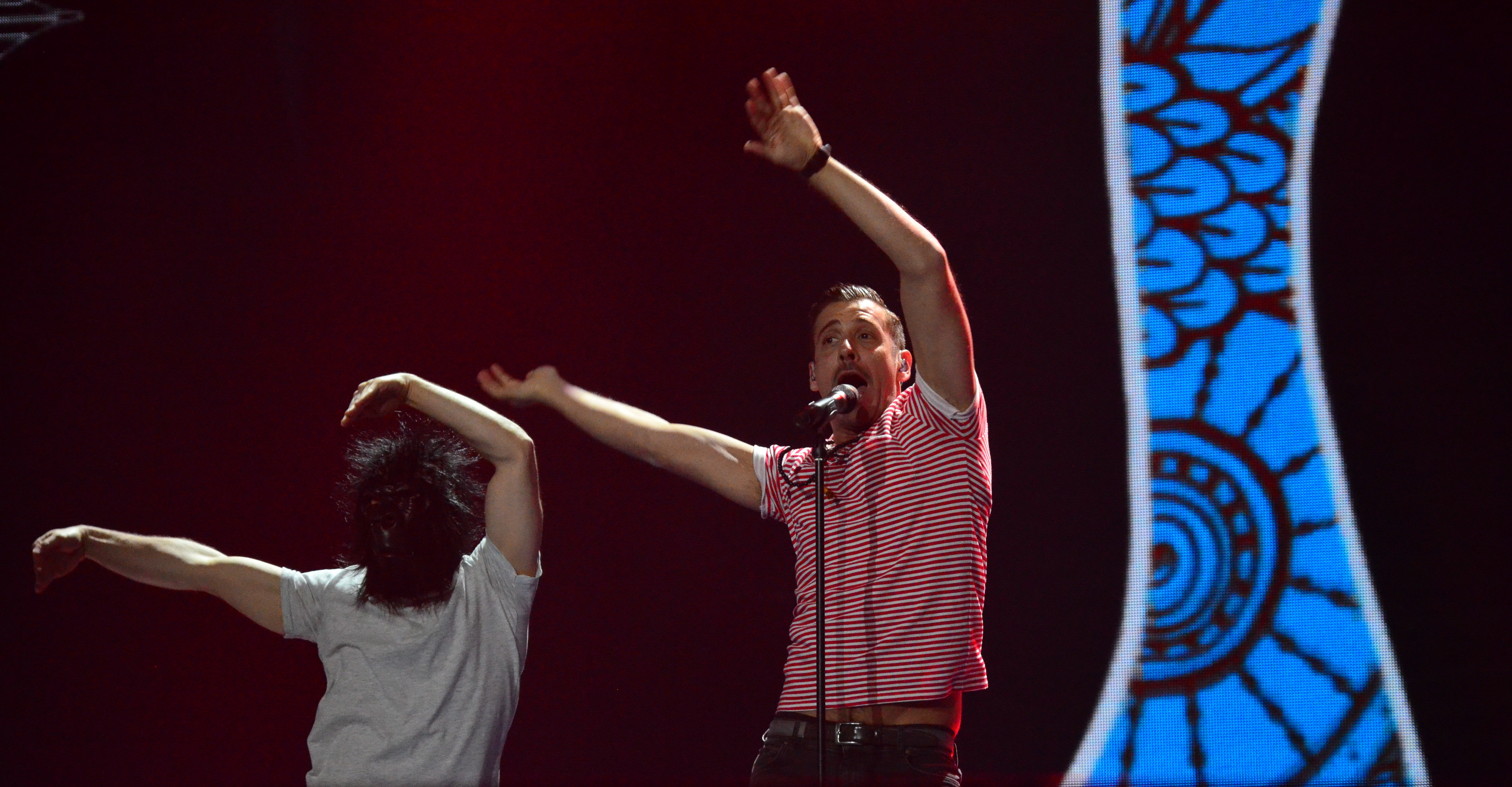
Francesco Gabbani junto a Filippo Ranaldi, durante uno de los primeros ensayos de Italia.

Francesco Gabbani tomó parte de los primeros ensayos los días 5 y 7 de mayo, así como de los ensayos generales con vestuario los días 12 y 13 de mayo. El ensayo general de la tarde del 12 fue tomado en cuenta por los jurados profesionales para emitir sus votos, que representan el 50% de los puntos. Después de los ensayos del 7 de mayo, un sorteo determinó en que mitad de la final participarían los países del Big Five. Italia fue sorteado en la primera mitad (posiciones 1-13). Una vez conocidos todos los finalistas, los productores del show decidieron el orden de actuación de todos los finalistas, respetando lo determinado por el sorteo. Se decidió que Italia actuara en el lugar 9, por delante de Hungría y por detrás de Dinamarca.
La actuación italiana, mantuvo fidelidad a la presentación original de Gabbani de San Remo. Francesco vistió un traje negro, con detalles en colores arcoíris, siendo acompañado por su coreógrafo Filippo Ranaldi disfrazado de gorila, haciendo la alusión al mono desnudo, línea presente en el coro de la canción. Además a un lado de ellos se encontraban 4 coristas que acompañaron al intérprete y al bailarín en el baile, mientras que detrás se proyectaba en la pantalla LED, imágenes de mandalas y figuras relativas al contenido de la canción como gorilas o elementos budistas y orientales sobre un fondo predominantemente azul. 
Durante la votación, Italia se colocó en 7° lugar con 126 puntos en la votación del jurado, incluyendo las máximas puntuaciones de los jurados de Albania y Malta. Posteriormente se reveló que el público le otorgó 208 puntos posicionándolo 6.º. La sumatoria final le dio el 6.º lugar con 334 puntos.

### Votación

#### Votación otorgada a Italia

##### Final
| Jurado                                             | Jurado                                               | Jurado                                                   | Jurado                                             | Jurado                                    |
| 12 puntos                                          | 10 puntos                                            | 8 puntos                                                 | 7 puntos                                           | 6 puntos                                  |
| -------------------------------------------------- | ---------------------------------------------------- | -------------------------------------------------------- | -------------------------------------------------- | ----------------------------------------- |
| - Albania - Malta                                  | - Chipre - España - Francia                          | - Lituania - Montenegro - Serbia                         | - Finlandia - Noruega                              | - Austria - Suecia                        |
| 5 puntos                                           | 4 puntos                                             | 3 puntos                                                 | 2 puntos                                           | 1 punto                                   |
| - Islandia                                         | - Grecia                                             | - San Marino                                             | - Armenia - Eslovenia - Georgia - Israel - Suiza   |                                           |
| Televoto                                           |                                                      |                                                          |                                                    |                                           |
| 12 puntos                                          | 10 puntos                                            | 8 puntos                                                 | 7 puntos                                           | 6 puntos                                  |
| - Albania - Malta                                  | - Eslovenia - Montenegro - San Marino - Suiza        | - Chipre - España - Finlandia - Israel - Macedonia (ARY) | - Croacia - Grecia - Islandia                      | - Austria - Azerbaiyán - Rumania - Serbia |
| 5 puntos                                           | 4 puntos                                             | 3 puntos                                                 | 2 puntos                                           | 1 punto                                   |
| - Bélgica - Estonia - Francia - Georgia - Lituania | - Alemania - Armenia - Hungría - Moldavia - Portugal | - Letonia                                                | - Australia - Noruega - Países Bajos - Reino Unido | - Irlanda - República Checa - Suecia      |

#### Votación realizada por Italia
| Puntos    | Jurado     | Televoto   |
| --------- | ---------- | ---------- |
| 12 puntos | Azerbaiyán | Moldavia   |
| 10 puntos | Suecia     | Portugal   |
| 8 puntos  | Albania    | Polonia    |
| 7 puntos  | Moldavia   | Albania    |
| 6 puntos  | Armenia    | Bélgica    |
| 5 puntos  | Bélgica    | Montenegro |
| 4 puntos  | Portugal   | Grecia     |
| 3 puntos  | Chipre     | Chipre     |
| 2 puntos  | Georgia    | Georgia    |
| 1 punto   | Australia  | Suecia     |

| Puntos    | Jurado     | Televoto |
| --------- | ---------- | -------- |
| 12 puntos | Azerbaiyán | Moldavia |
| 10 puntos | Suecia     | Rumania  |
| 8 puntos  | Moldavia   | Bulgaria |
| 7 puntos  | Bélgica    | Ucrania  |
| 6 puntos  | Francia    | Croacia  |
| 5 puntos  | Portugal   | Portugal |
| 4 puntos  | Armenia    | Hungría  |
| 3 puntos  | Noruega    | Polonia  |
| 2 puntos  | Bulgaria   | Bélgica  |
| 1 punto   | Austria    | Francia  |

##### Desglose
El jurado italiano estuvo compuesto por:
- - Antonio "Antonello" Carozza – presidente del jurado – (músico)
  - Fabrizio Brocchieri – (productor, tour manager y letrista)
  - Giusy Cascio – periodista)
  - Chiara Di Giambattista – (autor para televisión y guionista)
  - Antonio Allegra – (director de marketing)

| Semifinal 1 | Semifinal 1     | Semifinal 1   | Semifinal 1 | Semifinal 1 | Semifinal 1        | Semifinal 1 | Semifinal 1 | Semifinal 1 | Semifinal 1 | Semifinal 1 |
| N.º         | País            | Jurado        | Jurado      | Jurado      | Jurado             | Jurado      | Jurado      | Jurado      | Televoto    | Televoto    |
| N.º         | País            | F. Brocchieri | A. Carozza  | G. Cascio   | C. Di Giambattista | A. Allegra  | Ranking     | Puntos      | Ranking     | Puntos      |
| ----------- | --------------- | ------------- | ----------- | ----------- | ------------------ | ----------- | ----------- | ----------- | ----------- | ----------- |
| 01          | Suecia          | 2             | 5           | 6           | 1                  | 3           | 2           | 10          | 10          | 1           |
| 02          | Georgia         | 14            | 8           | 15          | 5                  | 7           | 9           | 2           | 9           | 2           |
| 03          | Australia       | 6             | 11          | 14          | 9                  | 13          | 10          | 1           | 15          |             |
| 04          | Albania         | 9             | 1           | 5           | 4                  | 2           | 3           | 8           | 4           | 7           |
| 05          | Bélgica         | 3             | 13          | 4           | 2                  | 5           | 6           | 5           | 5           | 6           |
| 06          | Montenegro      | 10            | 18          | 7           | 15                 | 14          | 14          |             | 6           | 5           |
| 07          | Finlandia       | 11            | 12          | 13          | 14                 | 12          | 12          |             | 11          |             |
| 08          | Azerbaiyán      | 4             | 2           | 3           | 3                  | 1           | 1           | 12          | 17          |             |
| 09          | Portugal        | 1             | 7           | 8           | 7                  | 9           | 7           | 4           | 2           | 10          |
| 10          | Grecia          | 17            | 15          | 9           | 12                 | 8           | 11          |             | 7           | 4           |
| 11          | Polonia         | 16            | 9           | 12          | 11                 | 15          | 13          |             | 3           | 8           |
| 12          | Moldavia        | 8             | 3           | 2           | 6                  | 6           | 4           | 7           | 1           | 12          |
| 13          | Islandia        | 15            | 16          | 11          | 16                 | 11          | 16          |             | 13          |             |
| 14          | República Checa | 12            | 10          | 16          | 13                 | 18          | 15          |             | 18          |             |
| 15          | Chipre          | 7             | 4           | 10          | 8                  | 10          | 8           | 3           | 8           | 3           |
| 16          | Armenia         | 5             | 6           | 1           | 10                 | 4           | 5           | 6           | 12          |             |
| 17          | Eslovenia       | 18            | 14          | 17          | 18                 | 16          | 18          |             | 14          |             |
| 18          | Letonia         | 13            | 17          | 18          | 17                 | 17          | 17          |             | 16          |             |

| Final | Final        | Final                      | Final                      | Final                      | Final                      | Final                      | Final                      | Final                      | Final                      | Final                      |
| N.º   | País         | Jurado                     | Jurado                     | Jurado                     | Jurado                     | Jurado                     | Jurado                     | Jurado                     | Televoto                   | Televoto                   |
| N.º   | País         | F. Brocchieri              | A. Carozza                 | G. Cascio                  | C. Di Giambattista         | A. Allegra                 | Ranking                    | Puntos                     | Ranking                    | Puntos                     |
| ----- | ------------ | -------------------------- | -------------------------- | -------------------------- | -------------------------- | -------------------------- | -------------------------- | -------------------------- | -------------------------- | -------------------------- |
| 01    | Israel       | 14                         | 21                         | 11                         | 13                         | 19                         | 15                         |                            | 13                         |                            |
| 02    | Polonia      | 19                         | 18                         | 15                         | 24                         | 25                         | 21                         |                            | 8                          | 3                          |
| 03    | Bielorrusia  | 21                         | 17                         | 21                         | 18                         | 16                         | 20                         |                            | 11                         |                            |
| 04    | Austria      | 7                          | 12                         | 7                          | 12                         | 10                         | 10                         | 1                          | 15                         |                            |
| 05    | Armenia      | 9                          | 13                         | 4                          | 11                         | 3                          | 7                          | 4                          | 19                         |                            |
| 06    | Países Bajos | 23                         | 14                         | 25                         | 8                          | 14                         | 17                         |                            | 18                         |                            |
| 07    | Moldavia     | 5                          | 3                          | 3                          | 4                          | 5                          | 3                          | 8                          | 1                          | 12                         |
| 08    | Hungría      | 15                         | 10                         | 17                         | 14                         | 9                          | 12                         |                            | 7                          | 4                          |
| 09    | Italia       | -------------------------- | -------------------------- | -------------------------- | -------------------------- | -------------------------- | -------------------------- | -------------------------- | -------------------------- | -------------------------- |
| 10    | Dinamarca    | 25                         | 23                         | 23                         | 25                         | 23                         | 25                         |                            | 24                         |                            |
| 11    | Portugal     | 1                          | 9                          | 8                          | 7                          | 12                         | 6                          | 5                          | 6                          | 5                          |
| 12    | Azerbaiyán   | 4                          | 2                          | 1                          | 3                          | 1                          | 1                          | 12                         | 20                         |                            |
| 13    | Croacia      | 24                         | 24                         | 19                         | 22                         | 15                         | 22                         |                            | 5                          | 6                          |
| 14    | Australia    | 16                         | 7                          | 16                         | 16                         | 21                         | 14                         |                            | 22                         |                            |
| 15    | Grecia       | 22                         | 19                         | 22                         | 23                         | 20                         | 23                         |                            | 14                         |                            |
| 16    | España       | 20                         | 25                         | 20                         | 17                         | 24                         | 24                         |                            | 25                         |                            |
| 17    | Noruega      | 17                         | 6                          | 6                          | 6                          | 7                          | 8                          | 3                          | 17                         |                            |
| 18    | Reino Unido  | 13                         | 20                         | 18                         | 19                         | 18                         | 19                         |                            | 21                         |                            |
| 19    | Chipre       | 11                         | 15                         | 12                         | 10                         | 13                         | 11                         |                            | 16                         |                            |
| 20    | Rumania      | 12                         | 16                         | 24                         | 15                         | 8                          | 13                         |                            | 2                          | 10                         |
| 21    | Alemania     | 8                          | 22                         | 14                         | 20                         | 22                         | 18                         |                            | 23                         |                            |
| 22    | Ucrania      | 18                         | 11                         | 13                         | 21                         | 17                         | 16                         |                            | 4                          | 7                          |
| 23    | Bélgica      | 3                          | 5                          | 5                          | 1                          | 6                          | 4                          | 7                          | 9                          | 2                          |
| 24    | Suecia       | 2                          | 4                          | 2                          | 5                          | 4                          | 2                          | 10                         | 12                         |                            |
| 25    | Bulgaria     | 10                         | 8                          | 9                          | 9                          | 11                         | 9                          | 2                          | 3                          | 8                          |
| 26    | Francia      | 6                          | 1                          | 10                         | 2                          | 2                          | 5                          | 6                          | 10                         | 1                          |